# Conseil de cité de Cardiff (borough de comté)
Pour les articles homonymes, voir Conseil de cité de Cardiff.
Le conseil de cité de Cardiff (« Cardiff City Council » en anglais), initialement connu sous le nom de conseil de borough de comté de Cardiff (« Cardiff County Borough Council » en anglais), est une assemblée municipale chargée du borough de comté, puis, de la cité de Cardiff, rattachée à des fins administratives au comté de Glamorgan, au pays de Galles.
Le conseil obtient le statut de borough à la suite de sa mise en place, au 1er avril 1889, par le Local Government Act 1888. Dirigé par le maire (Mayor en anglais), il se compose de membres élus, qualifiés du titre de conseiller (Councillor en anglais), et de membres désignés par l’assemblée, traités d’échevins (Aldermen en anglais). Lorsque le statut de cité lui est octroyé en 1905, le président prend le titre lord-maire (Lord Mayor en anglais) et les habitants, anciens « bourgeois du borough », deviennent les « citoyens de la cité ».
Succédant à un conseil de borough établi en 1836, il est dissous au 31 mars 1974 au sens du Local Government Act 1972. Le conseil est l’organe prédécesseur du conseil de cité de Cardiff, au niveau inférieur, et du conseil du comté du Glamorgan-du-Sud, au niveau supérieur, opérationnels entre 1974 et 1996.

## Histoire

### Création par la loi de 1888
Au 1er janvier 1836, Cardiff est érigé en borough autonome d’après une loi votée en 1835. Son assemblée délibérante ne salarie un greffier à temps complet qu’en 1884.
Le gouvernement local est réorganisé en Angleterre et pays de Galles par le Local Government Act 1888, une loi qui établit des conseils de comté et des conseils de borough de comté. Le projet de loi primitif prévoit d’attribuer le statut de comté à tous les comtés et à dix boroughs de plus de 150 000 habitants. À l’époque, étant donné que la ville de Cardiff dépasse les 120 000 résidents et que sa démographie s’accroît d’année en année, une pétition est lancée pour que le statut de borough de comté lui soit également attribué. Le 11 juin 1888, Edward Reed, l’élu de Cardiff qui siège aux Communes, envoie un télégramme confirmant que le seuil démographique a été abaissé à 50 000 habitants.

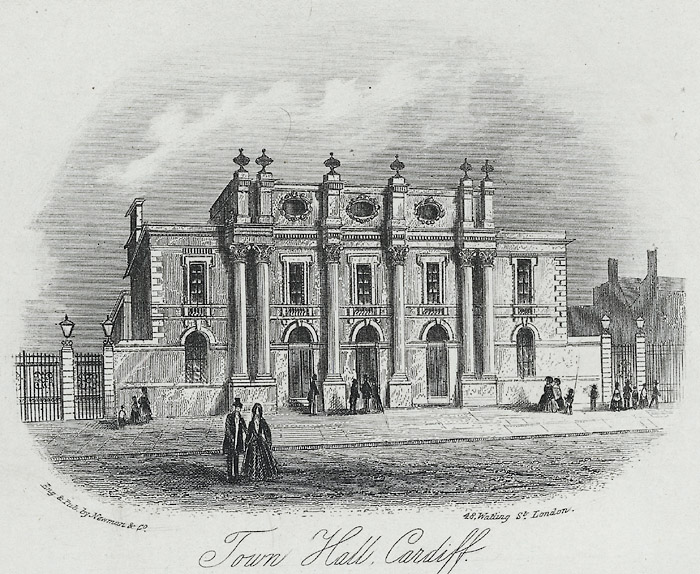
Estampe (vers 1865) représentant l’hôtel de ville où siège le conseil en 1889.

Au 1er avril 1889, Cardiff obtient le statut de borough de comté et le borough council (ou « conseil de borough ») est transformé en county borough council (ou « conseil de borough de comté »). Ainsi, le seul changement notable est l’insertion du mot « comté » dans le titre de l’assemblée, désormais traitée de conseil de borough de comté de Cardiff (Cardiff County Borough Council en anglais). L’année municipale du borough commence et se termine en novembre.
La première réunion du conseil de borough de comté se tient à l’hôtel de ville (en) le 8 avril 1889. Présidée par l’échevin Lewis, vice-maire, le maire David Jones étant retenu à Londres au sujet d’affaires parlementaires, elle réunit six échevins et 22 conseillers.
En 1897 et en 1902, le conseil réclame le statut de cité, qui lui est refusé par deux fois.

### 1905: octroi du statut de cité
Le 28 octobre 1905, le statut de cité est octroyé à Cardiff par le roi.

« Whitehall, 30 octobre 1905

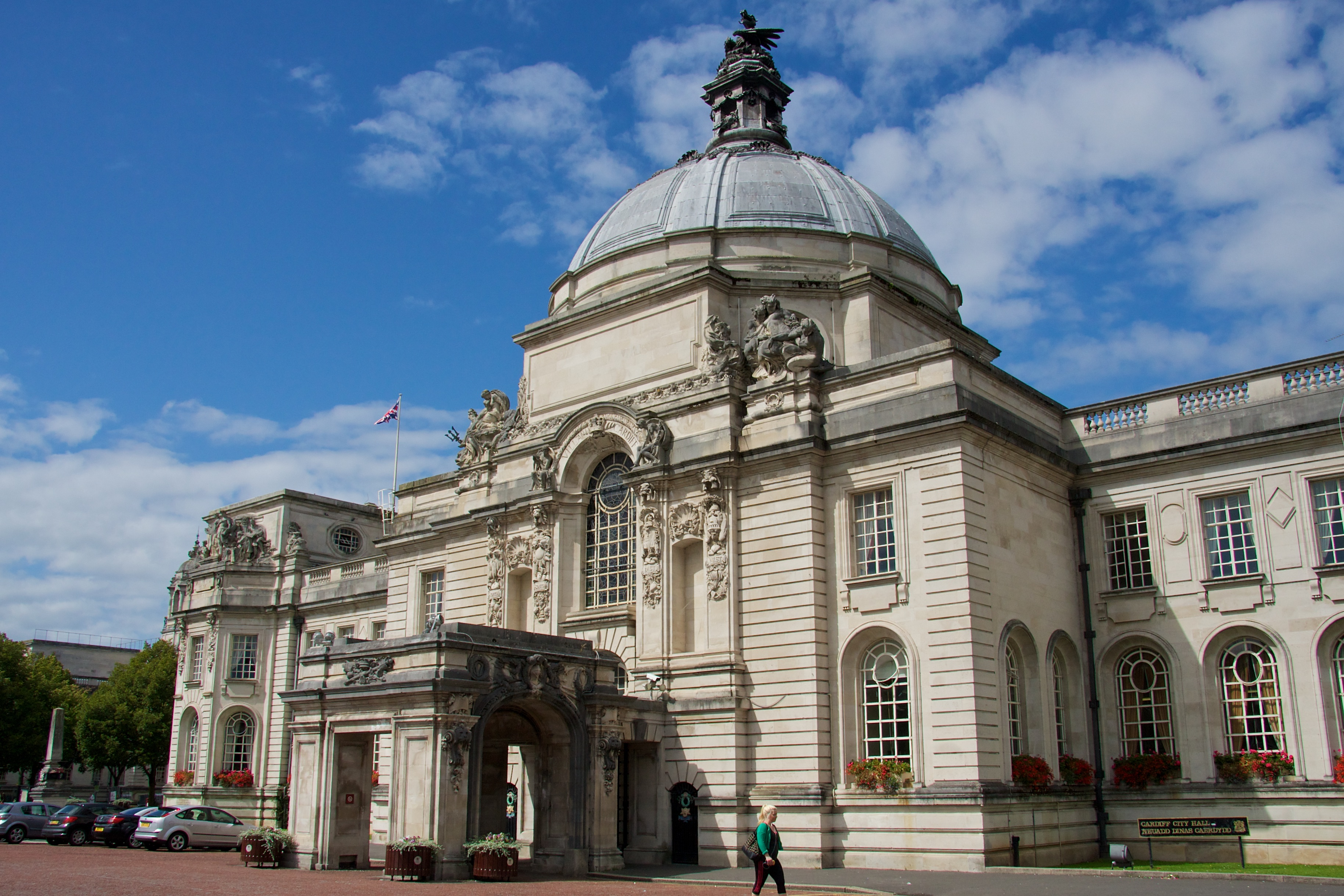
L’« hôtel de cité » inauguré en 1906.

Le ROI s’est réjoui, par des lettres patentes sous le grand sceau du Royaume-Uni de Grande-Bretagne et d’Irlande, portant la date du vingt-huitième jour d’octobre 1905, d’ordonner que le borough de comté de Cardiff soit une cité, et qu’il soit appelé et qualifié comme “la cité de Cardiff” ; et, par les lettres patentes précitées, Sa Majesté s’est aussi réjouie d’ordonner que, maintenant et à venir, le magistrat en chef de la cité de Cardiff soit qualifié de lord-maire de Cardiff. »

— Lettres patentes du 28 octobre 1905, The London Gazette, 31 octobre 1905.
Alors que les conseils successifs siègent dans des hôtels de ville (town halls en anglais), le premier, construit au XVIIIe siècle et occupé jusqu’en 1854, le second, dont l’érection débute en 1849 et l’inauguration se déroule le 1er juin 1854, un nouvel « hôtel de cité » (city hall en anglais) est bâti à partir de 1901. Il est officiellement inauguré par le marquis de Bute le 29 octobre 1906,.

### Extensions du territoire
Le Cardiff (Extension) Order 1921, un décret du ministère de la Santé daté du 30 mai 1921, étend les limites de la cité à partir de 1922. Ainsi, des portions des paroisses environnantes (Cairau, Llandaff, Llandarne, Llanishen, Michaelston-super-Ely, Saint Fagans et Whitchurch) sont incorporées à la paroisse de Cardiff,.
La cité de Cardiff annexe d’autres territoires :
- en 1938, un territoire autour de Rumney ;
- en 1951, un territoire au sud de Saint Mellons et de Llanadern ;
- en 1967, plusieurs territoires :
  - un autour de Llanforda,
  - un autre autour de Rhiwbina et de Whitchurch,
  - et un dernier au sud de la Taf, autour de Radyr Court.

### Dissolution par la loi de 1972
Le Local Government Act 1972 met en place de nouveaux territoires locaux au 1er avril 1974, à deux échelons différents, celui du comté et celui du district. Ainsi, à partir de cette date, l’ancienne cité de Cardiff relève, à l’échelle supérieure, du Glamorgan-du-Sud (chapeauté par un conseil de comté) ; et, à l’échelle inférieure, du « district de Cardiff », future « cité de Cardiff » (administrée par un conseil de district doté du statut de cité),.

## Composition

### Corporation municipale

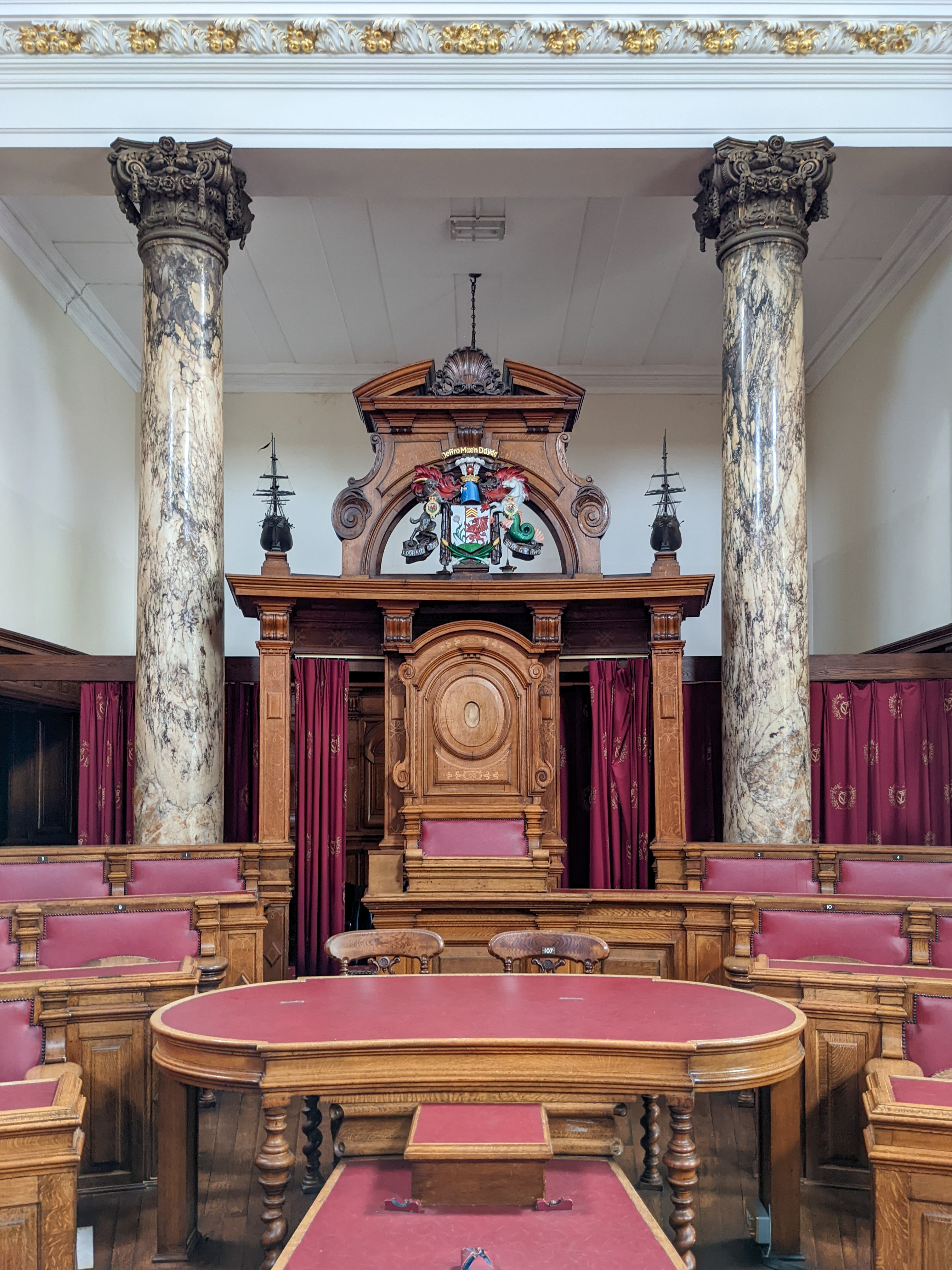
Vue de la chaire du lord-maire au sein de la chambre du Conseil.

Initialement qualifiés de « Mayor, Aldermen et Burgesses du borough de comté de Cardiff », les habitants de la corporation, la personne morale municipale, sont titrés de « Lord Mayor, Aldermen et Citizens de la cité de Cardiff » au XIXe siècle.

### Direction
Le conseil de borough de comté de Cardiff est initialement dirigé par un maire (mayor en anglais), épaulé par un vice-maire (deputy mayor en anglais), qui l’assiste ou le remplace en son absence.
À l’obtention du statut de cité, le magistrat en chef prend le titre de lord-maire (lord-mayor en anglais). Cette lord mayoralty est augmentée du préfixe honorifique de très honorable (The Right Honorable en anglais) pour le titulaire de la charge sur décision de la reine datée du 26 octobre 1956,.

### Membres
Réunissant 40 membres à sa création, le conseil se compose de 52 personnes à la suite de l’agrandissement du borough de comté en 1922.

#### Collège des conseillers
Les membres électifs du conseil de Cardiff sont titrés « conseillers » (councillors en anglais). Désignés par les électeurs du borough de comté, ils constituent un collège représentant les trois quarts de l’assemblée. Ils sont élus dans des sections électorales pour un mandat triennal et renouvelés par tiers annuellement, d’abord selon un scrutin binominal (1889), puis, de façon uninominale, à partir de 1890. Nul conseiller ne peut cumuler son mandat avec celui d’échevin.
Leur nombre est initialement de 30 membres, puis, il est porté à 39 à la suite de l’extension du territoire de Cardiff.

#### Collège échevinal
Les membres désignés du conseil de Cardiff sont qualifiés d’« échevins » (aldermen en anglais, alderman au singulier). Nommé par les conseillers lors d’une réunion triennale organisée le 9 novembre, le collège échevinal représente un quart de l’assemblée ; il est renouvelé par moitié tous les trois ans pour un mandat de six ans. Nul échevin ne peut concilier son mandat avec celui de conseiller.
Dix échevins sont élus jusqu’en 1921. L’année suivante, le nombre de membres du collège est élevé à treize.
| Renouvellements                      | Composition | Composition |
| Renouvellements                      | Collège     | Conseil     |
| ------------------------------------ | ----------- | ----------- |
| Initial de 1889                      | 5 et 5      | 40          |
| Tous les trois ans, à partir de 1892 | 10          | 40          |
| Additionnel de 1922                  | 10 et 3     | 52          |
| Tous les trois ans, à partir de 1923 | 13          | 52          |

### Sources
- (en) Cet article est partiellement ou en totalité issu de l’article de Wikipédia en anglais intitulé « Cardiff County Borough Council » (voir la liste des auteurs).

1. 1 2  « Whitehall, October 30, 1905 », The London Gazette, no 27849,‎ 31 octobre 1905, p. 7248-7249 (lire en ligne [PDF]).
2. ↑  Ministry of Health Provisional Order Confirmation (Cardiff Extension) Act, 1922, p. 5-48.
3. ↑  Ministry of Health Provisional Order Confirmation (Cardiff Extension) Act, 1922, p. 9 et 10.
4. ↑  Local Government (Wales) Act 1972, p. 12-13 et 257-264.
5. ↑  Cardiff Corporation Act, 1894, Her Majesty’s Stationery Office, 1894, 70 p. (lire en ligne [PDF]), p. 1.
6. ↑  Cardiff Corporation Act 1969, Her Majesty’s Stationery Office, 1969, 76 p. (lire en ligne [PDF]), p. 1.
7. ↑  « Whitehall, October 26, 1956 », The London Gazette, no 40911,‎ 26 octobre 1956, p. 6041 (lire en ligne [PDF]).
8. ↑  Local Government Act, 1888, p. 66 et 85.
9. ↑  Ministry of Health Provisional Order Confirmation (Cardiff Extension) Act, 1922, p. 12.